# Schelmenkopf-Falkenstein
Koordinaten: 49° 36′ 40″ N, 7° 52′ 8″ O

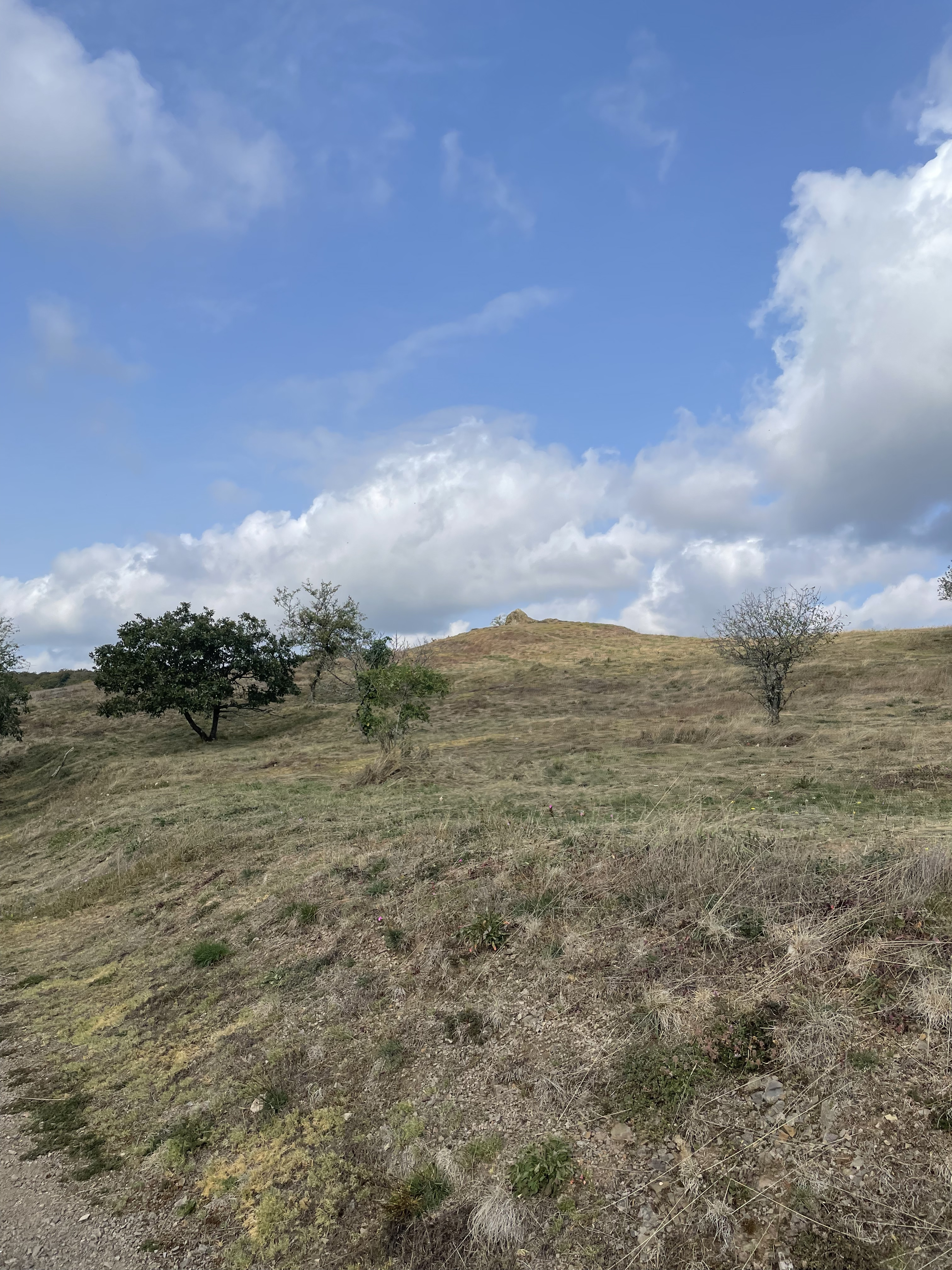
Rabenfels im Naturschutzgebiet Schelmenkopf-Falkenstein

Das Naturschutzgebiet Schelmenkopf-Falkenstein liegt im Donnersbergkreis in Rheinland-Pfalz.
Das etwa 63,5 ha große Gebiet, das im Jahr 1985 unter Naturschutz gestellt wurde, erstreckt sich nordwestlich der Ortsgemeinde Falkenstein. Unweit östlich verläuft die Kreisstraße K 37. Durch den südlichen Bereich des Gebietes fließt der Falkensteiner Bach.
Schutzzweck ist die Erhaltung des Gebietes in seiner Gesamtheit, insbesondere der Trocken- und Halbtrockenrasen, der felsigen und feuchteren Bereiche sowie der Übergangszonen zwischen bewaldeten und waldfreien Flächen als Standorte seltener in ihrem Bestand bedrohter Pflanzenarten und Pflanzengesellschaften sowie als Lebens- und Teillebensräume seltener Tierarten und aus wissenschaftlichen Gründen.